# Noctua baraudi
Noctua baraudi là một loài bướm đêm trong họ Noctuidae.